# Priest Lauderdale
Priest Lauderdale (Chicago, Illinois, 31 de agosto de 1973) es un exjugador de baloncesto estadounidense con pasaporte búlgaro que jugó en la NBA desde 1996 hasta 1998. Con 2,24 m (7′ 4″) de estatura, jugaba en la posición de pívot.

## Carrera
Priest empezó jugando en Kaskaskia College en Centralia, Illinois, pero la dejó porque no existía competitividad. Entonces acudió a la Universidad de Central State, donde solo pasó una temporada en la que promedió 16.3 puntos y 8.3 rebotes. También tuvo un paso por Grecia, donde jugó en el Antes estuvo en el Peristeri Nikas.
El gigante de 2,24 m (7′ 4″) fue elegido por Atlanta Hawks en el puesto 28 de 1.ª ronda del draft de 1996. Debutó con los Hawks en la temporada 1996-97 en la que promedió 3.2 puntos y 1.2 rebotes. En la  1997-98 se marchó a Denver Nuggets, donde puso punto final a su carrera en la NBA.
Después de 2001, se fue a jugar a Bulgaria con el Lukoil Academic, donde consiguió la doble nacionalidad.